# Villa Kogge
Die Villa Kogge ist eine Villa im Berliner Ortsteil Charlottenburg, Alt-Lietzow 28. Sie wurde von 1864 bis 1866 als privates Wohnhaus unter der damaligen Adresse Lützow 12 errichtet und steht seit den 1980er Jahren unter Denkmalschutz. Nach umfassender Renovierung im 21. Jahrhundert dient sie als Standesamt für das Bezirksamt Charlottenburg-Wilmersdorf und ist damit zugleich eines der ältesten Bürgerhäuser Charlottenburgs.

## Architektur

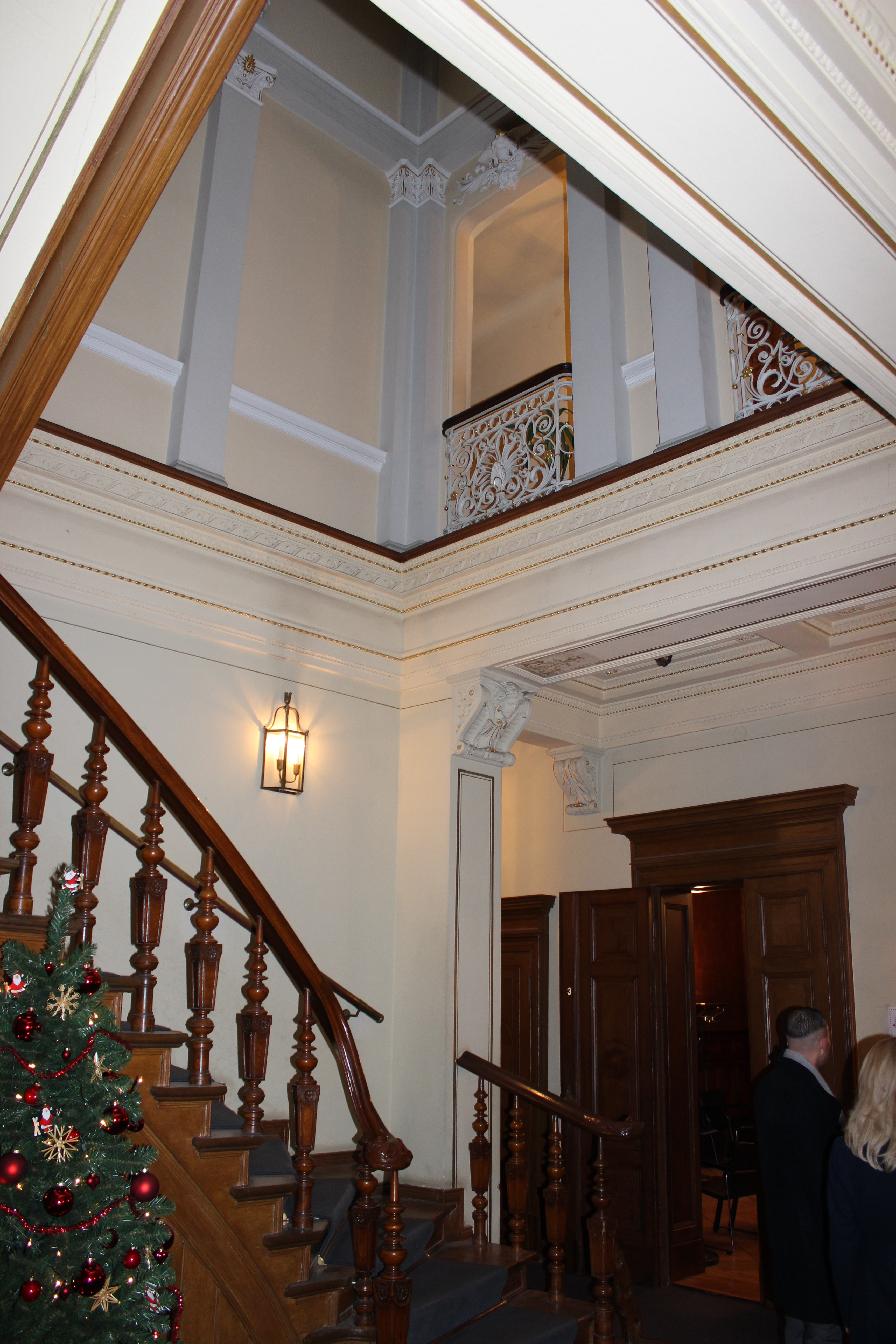
Zentrale Halle

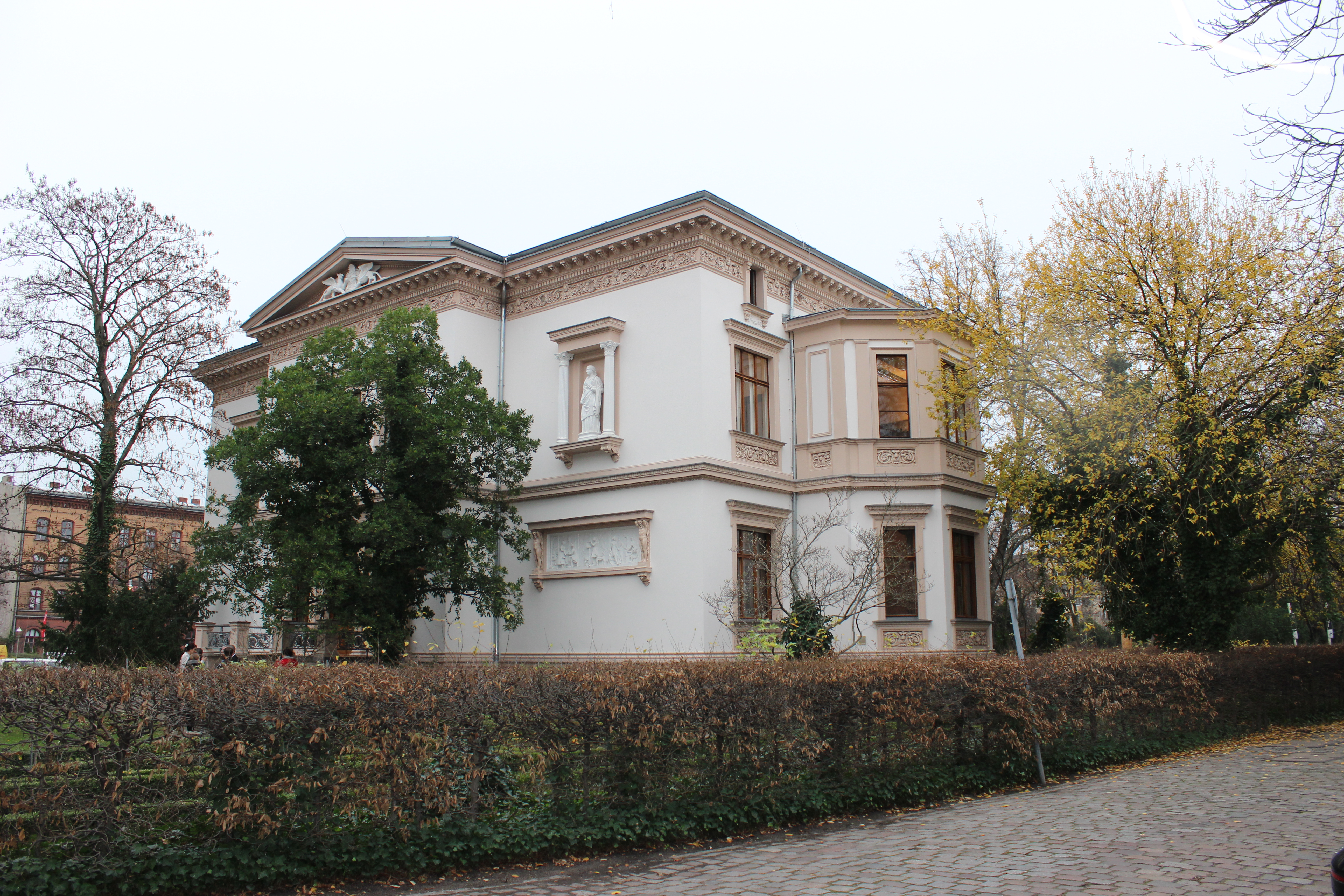
Gartenseite

Die spätklassizistische zweigeschossige Villa steht mittig und frei in einem parkartig gestalteten Garten nahe dem Anger des ehemaligen Dorfes Alt-Lietzow. Sie hat zwei hohe, durch ein Gesims unterteilte Geschosse über einem hohen Kellersockel. Der Putzbau wird oben mit einem kräftigen, reichverzierten Dachgesims und einem flachgeneigten Walmdach abgeschlossen. Die vier Fassaden sind mit Risaliten und Vorbauten gestaltet aber jeweils in unterschiedlicher Art: Die Ostseite ist fast fensterlos und weist dafür einen erkerartigen, zweigeschossigen Vorbau auf, in dem sich der rundbogige Haupteingang und darüber ein Fenster befinden. Die Südseite wird von einem kräftig hervortretenden Gesims mit drei Fensterachsen geprägt. Links und rechts davon stehen, durch Säulen flankiert, zwei hellenistische Figuren auf überdachten Podesten. Darunter befindet sich ein Abguss eines dreiteiligen Reliefs des Bronzedenkmals Friedrichs des Großen, dessen Original vom Bildhauer Daniel Rauch stammt. Die Westseite hat einen weiteren zweigeschossigen und durchfensterten Erker mit 3⁄8-Schluss. Die Nordseite hat sieben Fenster in jeder Etage, von denen die mittleren drei durch ein kräftiges gemeinsames Gesims gekoppelt sind. Ihr ist eine große Terrasse vorgelagert, die mit einem von vier korinthischen Säulen getragenen Söller überdacht ist. Alle tektonischen Elemente sind sandsteinfarben abgesetzt.
Eine mehrgeschossige Zentralhalle, die durch ein Oberlicht erhellt wird und zur Erschließung des Obergeschosses dient, prägt das Innere der Villa. Damit folgt sie dem klassischen Schema der Villa Rotonda des Renaissancearchitekten Andrea Palladio, das seitdem gern bei klassizistischen Villen angewendet wurde (Prinzenpalais, Villa Madelung, Villa Berg u. a.). Die etwas freiere und funktionale Grundrissgestaltung sowie die unterschiedliche Gestaltung der vier Fassaden verweisen jedoch schon in die Zukunft.

## Geschichte

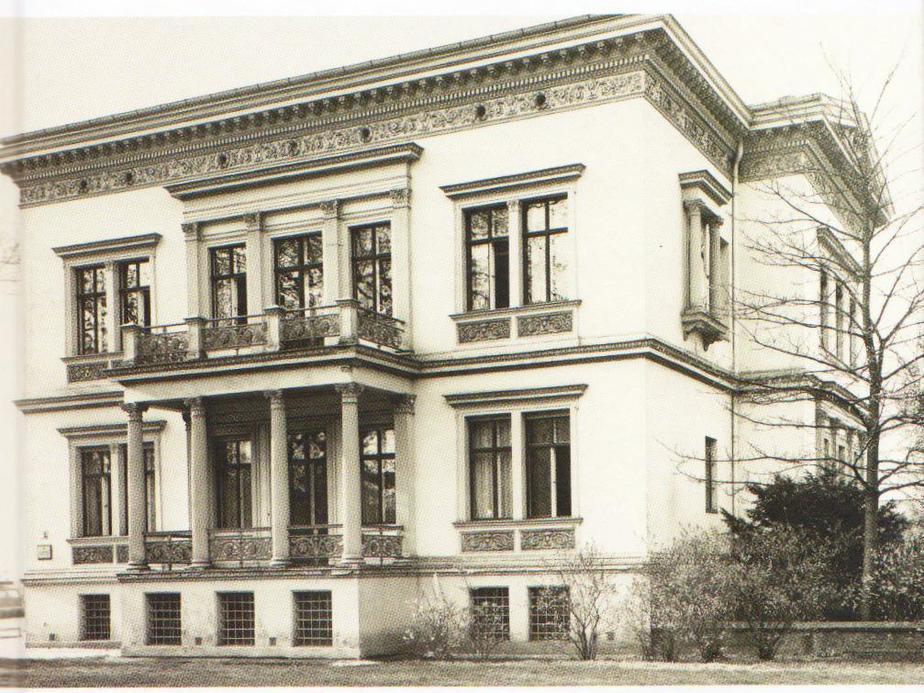
Villa um 1900

Der Holzhändler Carl Albert Friedrich Kogge besaß bereits seit den 1850er Jahren ein Grundstück, das er zusammen mit einem Partner als Lagerplatz für seine Geschäfte benutzte. Ab 1862 ließ er auf der Parzelle ein Mehrfamilienwohnhaus für seine Familie errichten, das 1866 bezugsfertig war. Mit der Baufertigstellung finden sich in dem Haus der Holzhändler Kogge sowie weitere Bewohner.
Im Jahr 1891 kaufte der Bankier Franz Volkmar (* 1848, †?), ein Enkel des Bankiers Moritz Daniel Volkmar und Sohn des Juristen Leopold Volkmar, die Immobilie.
Nach 1910 kam sie in das Eigentum der Stadt Charlottenburg, Volkmars Familie blieb jedoch darin wohnen. Infolge der Bildung von Groß-Berlin ab 1920 ging das Gebäude in das Eigentum der Stadt Berlin über.
In den 1930er Jahren finden sich im Berliner Adressbuch drei Nutzer (Mieter) des Hauses, von denen einer als Verwalter (=V) eingesetzt war: Dr. H. Lewenz, Fabrikleiter. Erst in den 1940er Jahren erhielt die Straße den angepassten Namen Alt-Lietzow, dabei wurden die bisherigen Hausnummern geändert – die Villa erhielt die Nummer 28.
Eigentümer blieb die Stadt Berlin, die nun (Jahr 1943) die Räumlichkeiten an ein Laboratorium vom Technischen Untersuchungsamt und einen einwohnenden Behördenangestellten (P. Daßke) vergab.
Im Jahr 1959 wurde die Villa zuletzt denkmalgerecht umgebaut und wird seitdem nur noch als Standesamt genutzt. Sie zählt zu den 100 schönsten und beliebtesten Standesämtern Deutschlands.
Schon 1933 bestand die Möglichkeit, in der Villa eine standesamtliche Trauung durchzuführen, beispielsweise sollen sich hier der Boxer Max Schmeling und die Schauspielerin Anny Ondra das Jawort gegeben haben.
In der Villa Kogge schlossen 1977 auch Hildegard Knef und Paul Freiherr von Schell den Ehebund.